# Поґонь-Любстовська
Поґонь-Любстовська (пол. Pogoń Lubstowska) — село в Польщі, у гміні Слесін Конінського повіту Великопольського воєводства.
У 1975-1998 роках село належало до Конінського воєводства.